# Johnny Söderberg
Erik Johnny Söderberg, född 1 februari 1954 i Stockholm, är en svensk skådespelare.

## Biografi
Söderberg har setts i produktioner som Barnens ö och Leken. På scen har han gjort uppmärksammade roller som till exempel vindanden Ariel i Shakespeares Stormen. Söderberg har arbetat på Stockholms Stadsteater och på Länsteatrar runt om i Sverige.

## Teater

### Roller (ej komplett)
| År   | Roll     | Produktion                                                               | Regi                | Teater                   |
| ---- | -------- | ------------------------------------------------------------------------ | ------------------- | ------------------------ |
| 1982 | Pojke    | Agnes Bernauer Franz Xaver Kroetz                                        | Johan Bergenstråhle | Stockholms stadsteater   |
| 1997 |          | Den girige (L'Avare) Molière                                             | Stefan Ridell       | Teater Halland           |
| 1997 |          | Lärda fruntimmer (Les Femmes savantes) Molière                           | Bodil Mårtensson    | Teater Paradiso          |
| 2000 | Fru Yang | Den goda människan i Sezuan (Der gute Mensch von Sezuan) Bertolt Brecht  | Judith Hollander    | Kolhusteatern            |
| 2001 | Azdak    | Den kaukasiska kritcirkeln (Der kaukasische Kreidekreis) Bertolt Brecht  | Judith Hollander    | Kolhusteatern            |
| 2001 | Jaques   | Som ni vill ha det (As you Like it) William Shakespeare                  | Judith Hollander    | Sörmlands Musik & Teater |
| 2003 | Ariel    | Stormen (The Tempest) William Shakespeare                                | Patrik Pettersson   | Dalateatern              |
|      |          | Tolvskillingsoperan (Die Dreigroschenoper) Bertolt Brecht och Kurt Weill |                     | Kolhusteatern            |
|      |          | Blodsbröder (Blood Brothers) Willy Russell                               |                     | Teater Sörmland          |
|      |          | Djungelboken (The Jungle Book) Rudyard Kipling                           |                     | Teater Sörmland          |
|      |          | Körsbärsträdgården (Вишнёвый сад, Visjnjovyj sad) Anton Tjechov          |                     | Teaterhögskolan i Malmö  |